# Bamburgh Castle
Bamburgh Castle er et slot på kysten ved Bamburgh i Northumberland i England. Det er en Grade I listed building.

## Historie
Bamburgh Castle er bygget på en doleritforhøjning, hvor der tidligere lå et fort, som de indfødte briter kaldet Din Guarie. Stedet har muligvis været hovedstad for det britiske kongerige i området (se Gododdin, Bryneich og Hen Ogledd) fra rigets grundlæggelse omkring 420 til 547, som er det første år med nedskrevne kilder, der omtaler borgen. I 547 erobrede angelsaksernes hersker Ida af Bernicia (Beornice), og det blev Idas sæde. Briterne erobrede det fra hans søn Hussa under krigen i 590, men kun for en kort periode.
Hans barnebarn Æðelfriþ videregav det til sin kone Bebba, hvorfra det tidlige navn Bebbanburgh stammer. Vikingerne ødelagde den oprindelige fæstning i 993.
Normannerne opførte en ny fæstning på samme sted. Den blev kernen i den nuværende borg. William 2. belejrede uden held borgen i 1095 under et oprør, der var støttet af ejeren, Robert de Mowbray, jarl af Northumbria. Efter Robert blev taget til fange, fortsatte hans kone forsvaret, til hun måtte overgive sig efter konges trussel om at blinde hendes mand.
Bamburgh blev nu et af den engelske krones slotte. Henry 2. fik sandsynligvis opført tårnet. Bamburgh Castle var en vigtig engelsk forpost og var målet for flere angreb fra Skotland. Under borgerkrigene i slutningen af kong Johns regeringstid blev slottet overtaget af Philip af Oldcoates. I 1464 under rosekrigene blev Bamburgh Castle den første borg i England, der blev besejret med artilleri efter ni måneders belejring af Richard Neville, 16. jarl af Warwick.
Tolv på hinanden følgende medlemmer af Forster-familien fra Northumberland fungerede som kronens guvernører på slottet over en 400 år lang periode, indtil kronen tildelte ejerskabet til Sir John Forster. Familien beholdt slottet til sir William Forster (død 1700) posthumt blev erklæret konkurs, og hans ejendomme blev solgt til Lord Crew, Biskop af Durham (ægtemand til hans søster Dorothy) under Act of Parliament for at afslutte boet.
Bamburgh Castle gik i forfald, men blev restaureret i 1700- og 1800-tallet. Det blev købt af den Victorianske industrialist William Armstrong, der fuldendte restaureringen.
Under anden verdenskrig blev Royal Navys korvet HMS Bamborough Castle opkaldt efter slottet.
Slottet tilhører stadig Armstrong-familien og er åbent for publikum. Det bliver også brugt til bryllupper og firmaarrangementer. Det er blevet brugt som filmlokation siden 1920'erne og er med i film som Ivanhoe (1982), El Cid (1961), Marie Stuart, dronning af Skotland (1971), Elizabeth (1998) og både 1971- og 2015- filmatiseringen af Macbeth.

## Området omkring
Omkring 14 km mod syd ligger ligger den gamle fæstning Dunstanburgh Castle på en pynt, og omkring 8 km mod nord ligger Lindisfarne Castle på Holy Island.

## Arkæologi ved Bamburgh
Siden 1996 har et forskningsprojekt undersøgt slottets og landsbyens arkæologi og historie. Projektet er koncentreret om fæstningsområdet og den tidligere middelalder kirkegård ved Bowl Hole i sydenden af slotsområdet. Arkæologiske udgravninger blev påbegyndt allerede i 1960'erne af Dr. Brian Hope-Taylor, der fandt guldpladen Bamburgh Beast og Bamburgh sværdet.
Projektet laver også træningsudgravninger i otte uger om sommeren for studerende, der ønsker at vide mere om arkæologiske teknikker og yderligere forskning om slottet.

## Armstrong and Aviation Artefacts Museum
I slottets vaskerum findes Armstrong and Aviation Artefacts Museum, der udstiller genstande med relation til William Armstrong og Armstrong Whitworth og det firma, han grundlagde. Udstilling af motorer, artilleri og våben samt genstande med forbindelse til flyvning under første og anden verdenskrig.

## Film, tv og bøger
Den britiske forfatter fra den sene middelalder, Thomas Malory, satte lighedstegn mellem Bamburgh Castle og "Joyous Gard", det mytiske slot, hvor sir Lancelot i Arthurlegenden bor.
I litteraturen er Bamburgh Uhtred central i Bernard Cornwells Saksernes fortælling, dog med det saksiske navn Bebbanburg. Slottet er med enten som en vigtig lokation eller som inspiration for protagonisten i alle bøgerne i serien begyndende med Det sidste kongerige og opfølgerne Den danske rytter, Nordens herrer, Sværdsang, Det brændende land, En konges død, Den hedenske herre, Den tomme trone og Stormens krigere.
Bamburgh Castle er et af de steder, som beskrives i Matthew Harffys The Serpent Sword, som foregår i 600-tallet.
Slottet nævnes også i bogen Ragnarok af Anne Thackery, hvor det er hovedpersonen og heltindens hjem. De hersker over Din Guardi, og i bogen bliver slottet omtalt som Din Guardi og bliver herefter omdøbt og opkaldt efter heltindens svigerdatter Bebba og får navnet Bebbanburgh.
Ud over de gange hvor slottet er brugt i forbindelse med dokumentarprogrammer og serier om Bamburgh Castle, har det været brugt som lokation i en række fjernsyns- og filmprojekter.

### Udvalgt brugt i film og litteratur
- 1890: The Laidly Worm of Spindleston Heugh (eventyr)
- 1927: Huntingtower (film)
- 1949: Yankee-ridderen (film)
- 1964: Becket (film)
- 1971: Djævlene (film)
- 1971: Macbeth (film)
- 1984–86: Robin of Sherwood (tv-serie)
- 1998 Elizabeth (film)
- 2001: Revelation (film)
- 2006: Most Haunted (tv-serie
- 2011: Channel 4's Tidspatruljen udgravning ved Bamburgh Castle (tv-serie)
- 2015: Macbeth (film)
- 2015: The Last Kingdom (tv-serie)
- 2015: Broken Faith, anden bog i Toby Clements' "Kingmaker"-serie